# Le Retour de l'espion
Série Tétralogie de l'espion
Le Destin de l'espion
(1970) La Fin de l'opération Espion
(1986)
Pour plus de détails, voir Fiche technique et Distribution.
Le Retour de l'espion, également connu sous le titre Le Retour du résident (russe : Возвращение резидента, Vozvrachtchenie rezidenta) est un film d'espionnage soviétique réalisé par Veniamine Dorman et sorti en 1982.
Il s'agit du troisième film de la tétralogie d'espionnage sur l'agent double Mikhaïl Touliev, précédé par L'espion commet une erreur, Le Destin de l'espion et suivi par La Fin de l'opération Espion,.

## Synopsis
Après son retour d'URSS, Touliev est soumis à des contrôles rigoureux par ses anciens « maîtres » du Service fédéral de renseignement allemand. Il reprend son travail dans les services de renseignement occidentaux mais opère désormais en tant qu'espion soviétique pour le compte de la première direction générale du KGB. Dans le cadre de ses nouvelles fonctions, il localise le criminel de guerre nazi Hoffmann, condamné à mort, et aide les autorités à l'arrêter. Cependant, à la suite d'un conflit au sein de l'agence de renseignement de l'OTAN, Charlie Brighton, la servante d'Hoffmann, se met à le rechercher. Dans le même temps, Touliev parvient à établir l'identité de l'assassin de son père, Karl Brockman, qu'ils ont croisé alors qu'ils servaient comme mercenaires quelque part dans les pays chauds. Il veut se venger, mais par une ironie du sort, il se retrouve chargé de préparer Brockman à une mission d'infiltration secrète en Union soviétique.

## Fiche technique
- Titre français : Le Retour de l'espion[2] ou Le Retour du résident
- Titre original : Возвращение резидента, Vozvrachtchenie rezidenta[3]
- Réalisation : Veniamine Dorman
- Scénario : Oleg Chmelev (ru), Vladimir Vostokov (ru)
- Photographie : Vadim Korniliev
- Montage : Galina Chatrova
- Musique : Mikaël Tariverdiev
- Décors : Oleg Aradouchkine, Nikolaï Kirilline
- Sociétés de production : Studio Gorki
- Pays de production :  Union soviétique
- Langue originale : russe
- Format : couleurs
- Genres : film d'espionnage
- Durée : 129 minutes
- Date de sortie :
  - Union soviétique : 17 décembre 1982

## Distribution
- Gueorgui Jjionov : Mikhael Touliev
- Piotr Veliaminov : Loukine
- Leonid Bronevoï : Staub
- Boris Khimitchev : Robert Stivenson
- Irina Azer (ru) : Marta, la secrétaire de Staub
- Ievgueni Kindinov (ru) : Brokman
- Alexandre Filippenko : Chef des mercenaires
- Lioubov Sokolova : Natalia Sergueïevna
- Leonid Iarmolnik : Charlie Brighton
- Vadim Zakhartchenko (ru) : Leonid Kroug, dit « Lazarev »
- Boris Ivanov (ru) : Don
- Ielena Maksimova (ru) : la voisine de Leonid Kroug
- Tatiana Okounevskaïa (ru) : Linda Statchevskaïa
- Gotlib Roninson (ru) : Pommere